# Shafi Badreddin
Shafi Badreddin (arabisch شفيع بدر الدين, DMG Šafīʿ Badr ad-Dīn; * 1972 in as-Suwaida, Syrien) ist ein syrischer Komponist, Dirigent und Oud-Spieler. Badreddin gilt als einer der bedeutenden Vertreter der sogenannten zweiten Generation syrischer Komponisten um die Wende des 20.–21. Jahrhunderts, zu denen auch Musiker und Komponisten wie Basilius Alawad, Kinan Azmeh, Zaid Jabri, Raad Khalaf, Kareem Roustom, und Hassan Taha gehören. Mit dem Schaffen der Komponisten ist das Aufkommen „avantgardistischer“ Tendenzen in der syrischen arabischen Musik verbunden.

## Leben und Werk
Badreddins Vater liebte Poesie und schrieb Gedichte, seine Mutter hatte eine schöne Stimme und sang Volkslieder. Die Liebe der Eltern zur Musik und Kunst wurde an ihre Kinder weitergegeben. Die Eltern ermöglichten Shafi und seinen beiden Brüder eine musikalische Ausbildung. Das erste Musikinstrument, auf dem der zukünftige Komponist im Alter von sieben Jahren spielte, war Akkordeon, ein Instrument europäischer Herkunft, das für eine vielstimmige und temperierte Struktur ausgelegt ist. Im Alter von dreizehn Jahren beherrschte Badreddin dann das traditionelle nahöstliche Oud.

### Studium der Musik
Im Jahr 1992 beschloss Badreddin, Musiker zu werden und ging zur Hochschule für Musik in Damaskus. Bereits während seines Studiums hat sich Badreddin als talentierter Oud-Spieler etabliert und im Jahr 2000 den zweiten Preis beim Internationalen Wettbewerb für Interpreten auf diesem Instrument in Beirut, Libanon gewonnen. Es ist bemerkenswert, dass der zukünftige Komponist parallel in den Masterklassen Oud und Klarinette unterrichtet wurde. So begann Badreddin in der ersten Phase der professionellen Musikausbildung, die die Tradition der syrisch-arabischen Musik als Priorität beibehielt, das Studium der Instrumente des Sinfonieorchesters.
Ein wesentlicher Beitrag zur beruflichen Entwicklung war für den syrischen Komponisten das Studium in Europa. Da Frankreich nach dem Ersten Weltkrieg das Völkerbundmandat für Syrien und Libanon erhielt und seine Herrschaft in Syrien bis zum 17. April 1946 aufrechterhalten konnte, sind dadurch auch besondere kulturelle Verbindungen zu diesem Land entstanden. Viele syrische Musiker haben in Frankreich studiert, darunter Badreddin. In den Jahren 2002–2006 studierte er am Nationalkonservatorium Lyon Komposition und elektroakustische Musik bei Christophe Maudot und Serge Borele. Eine große Rolle für die kreative Entfaltung des Komponisten spielte auch die Ausbildung zum Dirigenten am Konservatorium Jean-Philippe Rameau in Dijon bei Jean-Sébastien Béreau und am Konservatorium der Stadt Luxemburg bei Carlo Jans. Zum Abschluss seines Studiums hatte sich Badreddin eine einzigartige Synthese aus neuen Entwicklungen in der europäischen Musik und nahöstlichen Traditionen angeeignet, die seine „kulturelle Kompetenz“ erweiterte.

### Komponist, Dirigent und Musikpädagoge in Syrien und Luxemburg
2006 nach Abschluss des Studiums kehrte Badreddin nach Damaskus zurück und beginnt hier eine aktive Tätigkeit als Komponist, Performer, Musiker und Pädagoge. Die Werke von Badreddin wurden zu einem bedeutenden Ereignis des kulturellen Lebens in Syrien. Viele seiner Kompositionen haben nicht nur bei Fachleuten, sondern auch bei breiten Publikum an Popularität gewonnen. Badreddin steht immer selbst hinter dem Dirigentenpult. Er ist auf der Suche nach neuen Wegen für die Entwicklung der syrisch-arabischen Musik. In einem Konzertflyer aus dieser Zeit hat Badreddin seine kreativen Absichten so formuliert:

«Давайте взглянем на общую картину музыкального мира, в том числе на Сирию, и поговорим о серьезной музыке. Если мы посмотрим на арабское музыкальное наследие, то увидим, что те или иные образцы представляют определенные периоды нашей культуры, а некоторые из них можно назвать арабской классикой, например, арабскую песню или такие музыкальные жанры, как муашшах, самаи, лонга и др. Безусловно, эти произведения обладают неповторимой музыкальной красотой и нужны нам. Но они выражают идеалы прошлого. А если задать вопрос о современной арабской музыке: нашли ли мы свой музыкальный язык в XXI веке, и есть ли у этого языка свой индивидуальный облик, как это было у наших предков? Отвечу: в настоящее время в сирийской музыке идут поиски в этом направлении. Своими концертами я хочу показать некоторые нетрадиционные взгляды или мысли, которые, тем не менее, я не могу назвать не арабскими. Это произведения разных периодов моей жизни, написанные в разных стилях. Это моя попытка ответить на заданные выше вопросы.»153

„Werfen wir einen Blick auf das Gesamtbild der Musikwelt, insbesondere auf Syrien, und sprechen wir über klassische Musik. Wenn wir uns das arabische Musikerbe ansehen, werden wir sehen, dass alle Werke bestimmte Perioden unserer Kultur repräsentierten. Einige von ihnen können als arabische Klassik bezeichnet werden, zum Beispiel arabische Lieder oder solche Musikgenres wie Muwaschschah, Semai, Longa usw. Natürlich zeichnen sich diese Werke durch ihre musikalische Schönheit aus und wir brauchen sie, aber sie drücken die Ideale der Vergangenheit aus. Und wenn man eine Frage zur modernen arabischen Musik stellt: Haben wir im 21. Jahrhundert unsere eigene Musiksprache gefunden und hat sie ihr eigenes individuelles Erscheinungsbild, wie es bei unseren Vorfahren war? Dann werde ich antworten, dass in der syrischen Musik derzeit in dieser Richtung gesucht wird. Durch meine Werke möchte ich einige meiner nichttraditionellen Ansichten und Gedanken zeigen, die ich aber nicht als nicht-arabisch bezeichnen kann. Es sind Werke aus verschiedenen Perioden meines Lebens und in verschiedenen Stilen. Dies ist mein Versuch, die obigen Fragen zu beantworten.“

Ein interessantes Beispiel für den neuen Stil der syrischen Musik ist das Werk „Transformation“, das zwischen 2005 und 2006 für eine Violine und ein Instrumentalensemble komponiert wurde. „Transformation“ verbindet Elemente der kompositorischen Techniken des 20. Jahrhunderts mit den Prinzipien des traditionellen arabischen Musikensembles. Badreddin verwendet eine ungewöhnliche Zusammensetzung des Orchesters: eine Geige (als Leitinstrument), eine Flöte, ein Englischhorn, eine Klarinette, eine Harfe, einen Kontrabass und eine Percussion-Gruppe. Auf der einen Seite ist es ein europäisches Ensemble, aber auf der anderen Seite ist „Transformation“ außerhalb der europäischen Tonart geschrieben und arabische Tonsystem Maqams verwendet – Rast, Bayati, Saba, Hijaz. Fragmente arabischer Tonleiter werden zu Segmenten von Serien. Die Zwölfton-Serientechnik wird vom Komponist frei verwendet.
Seit 2011 lebt Badreddin in Luxemburg. Seine Stücke wurden bislang in Frankreich, Italien, den Niederlanden, Deutschland, der Türkei, Syrien und in anderen arabischen Ländern aufgeführt. Seit 2016 dirigiert Badreddin Ornina Syrian Orchestra für klassische und traditionelle syrische Musik, das als gemeinnütziger Verein gegründet wurde. In dieser Truppe ragen einige international bekannte Namen aus der Welt der klassischen Musik und Oper hervor, wie die Sopranistinnen Lubana al-Quntar und Rasha Rizk. Seit seinem Bestehen hat das syrisch-arabische Orchester mehrere große Konzerte auf der Bühne der Berliner Philharmonie gegeben. In Luxemburg war seine Musik im Grand Théâtre zu hören.

## Kompositionen (Auswahl)
- Ya Wared für gemischten Chor (1998)
- Dance de cimetiere für Flöte, Oboe, Klarinette, Fagott, Violine, Violoncello und Schlagzeug (1999)
- Joufiya Konzert für Posaune und Orchester (2000)
- Fantasy für Klarinette, Streichorchester und Schlagzeug (2000)
- Konzert für Nay und das orientalische Orchester (2001)
- Konzert für Klarinette mit Orchester (2001)
- Streichquartett (2003)
- Quintett Nr. 1 und Quintett Nr. 2 (2003)
- Mawlawiya für Orchester 2004
- Transformation für Geige (als Leitinstrument), Flöte, englisches Horn, Klarinette, Harfe, Kontrabass und Schlagzeuggruppe (2006)
- Impressionen (2006)
- Populaire Syrien Suite (2007)
- Ertejal – Maqam-Spectre für Nay, Oud, Qanun und Orchester (2007)
- Fraktal für Violine und Orchester (2008)
- Quintett für Klarinette, Violine, Viola, Violoncello und Klavier (2008)
- Espace double für Klavier und Orchester (2009)
- Ombra für Violine und Ensemble (2010)
- Rhapsodie pathétique – Kinderklage für Qanun (2018)
- Sigha (2018)
- Quatuor à Cordes (2022)

## Diskografie
- Shafi Badreddin / Elias Bachoura – Poemas Musicais do Oriente Medio (Musiqa Suryya) SHAFI BADREDDIN / ELIAS BACHOURA (Artist) Format: Audio-CD – 2015 – Label: Tratore / Tracks (Disc 1): 1 – Improviso ao qanun – modo hijazkar; 2 – Cancao para qanun; 3 – Improviso ao qanun – modo rast; 4 – Sama'i; 5 – Improviso ao nay – modo hijaz; 6 – Peca para nay; 7 – Improviso ao nay – modo baiat; 8 – Poema do norte – sama'i; 9 – Improviso ao buzuq – modo nahawand; 10 – O sonho de Gilgamesh; 11 – Improviso ao alaude – modo nahawand; 12 – Danca de Ishtar